# Grafenwalder
Grafenwalder is een pils uit de lagere prijsklasse. Dit biermerk is verkrijgbaar in de Lidl-supermarkten. De inhoud van een blik is 50 cl. Het bier bevat 4,9% alcohol en wordt gebrouwen in Duitsland in de Lindenbrauerei te Unna in Noordrijn-Westfalen. Het bier wordt gebrouwen volgens het Reinheitsgebot. Grafenwalder heeft vijf producten, namelijk Grafenwalder Pilsner, Grafenwalder Special, Grafenwalder Hefe-Weissbier, Grafenwalder Radler en Grafenwalder Strong. 

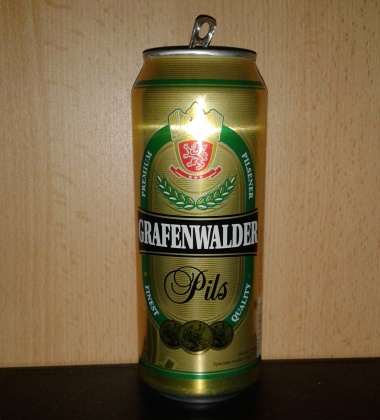
Een blik Grafenwalder Pils
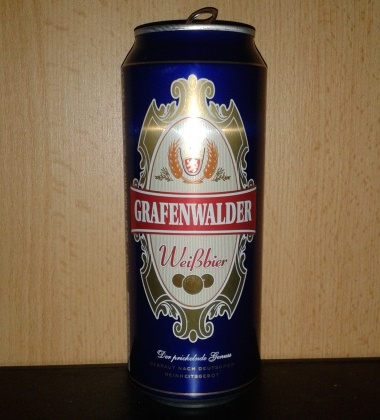
Een blik Grafenwalder Weißbier
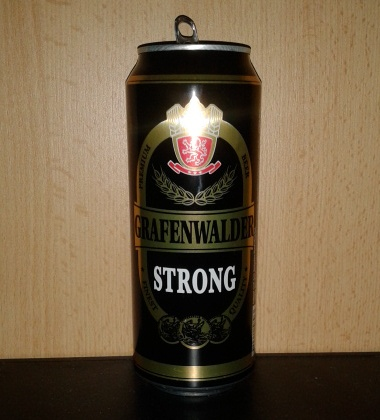
Grafenwalder Strong